# Ploceus reichardi
Ploceus reichardi là một loài chim trong họ Ploceidae.